# Alfred Uchman
Alfred Jan Uchman (ur. 30 stycznia 1960) – polski doktor nauk przyrodniczych, profesor nauk o Ziemi.

## Życiorys
Specjalizuje się w zagadnieniach z zakresu geologii. Prowadzi badania naukowe w dziedzinie ichnologii bezkręgowców, stratygrafii i sedymentologii. Członek rzeczywistyPolskiej Akademii Nauk od 2025 roku, pracownik naukowy Instytutu Nauk Geologicznych Uniwersytetu Jagiellońskiego. Wykładowca Wydziału Geografii i Geologii Uniwersytetu Jagiellońskiego.
W 1984 roku ukończył studia magisterskie na kierunku geologia krakowskiego UJ, sześć lat później uzyskał stopień doktora na Wydziale Biologii i Nauk o Ziemi UJ. Napisał wtedy pracę zatytułowaną "Skamieniałości śladowe w strefie krynickiej i bystrzyckiej płaszczowiny magurskiej (polskie Karpaty zewnętrzne). Habilitację otrzymał w 1996 roku na tej samej uczelni na podstawie pracy pt. "Taxonomy and palaeoecology of flysch trace fossils: The Marnoso-arenacea Formation and associated facies (Miocene, Northern Apennines, Italy).
Tytuł profesora nauk o Ziemi nadano mu w 2001 roku. Jego prace naukowe cytowano łącznie ponad 6500 razy.
Redaktor naczelny periodyku Annales Societatis Geologorum Poloniae.

## Nagrody i wyróżnienia
Uhonorowany m.in.:
- Nagrodami Rektora UJ za wybitne osiągnięcia naukowe (przyznanymi mu w latach 1996, 1999, 2002, 2005-2008, 2010, 2011, 2012, 2013)
- Nagrodą Ministra Środowiska za szczególne osiągnięcia naukowo-badawcze w zakresie ochrony, kształtowania i użytkowania środowiska oraz jego zasobów (w tym za opracowanie wspólnie z Nestorem Oszczypko książki "Tabela Stratygraficzna Polski – Karpaty"[7], 2009)
- Nagrodą Jubileuszową Rektora UJ za pracę w UJ (dwukrotnie – 2004, 2009)
- Nagrodą Naukową im. Wawrzyńca Teisseyre'a Wydziału Nauk o Ziemi i Nauk Górniczych Polskiej Akademii Nauk (1999)
- Nagrodą Naukową im. Ludwika Zejsznera Polskiego Towarzystwa Geologicznego (1992)
- Nagrodą Naukową im. Henryka Świdzińskiego PTG (1999)
- Nagrodą stypendialną im. K. Beresa dla młodych pracowników nauki PTG (1990)
- Złoty Krzyż Zasługi (2022)[8]